# Hrabstwo Bryan (Oklahoma)

Piramida wieku mieszkańców hrabstwa

Bryan – hrabstwo w stanie Oklahoma w USA. Założone w 1907 roku. Populacja liczy 36 534 mieszkańców (stan według spisu z 2000 roku).
Powierzchnia hrabstwa to 2443 km² (w tym 16 km² stanowią wody). Gęstość zaludnienia wynosi 16 osoby/km².

## Miasta
- Achille
- Armstrong
- Bennington
- Bokchito
- Caddo
- Calera
- Colbert
- Durant
- Hendrix
- Kemp
- Kenefic
- Mead
- Silo

## CDP
- Albany
- Blue
- Cartwright